# Sticklepath
Sticklepath – wieś i civil parish w Anglii, w Devon, w dystrykcie West Devon, położone nad rzeką Taw. W 2011 civil parish liczyła 414 mieszkańców.